# 3-гидроксибутаналь
Альдоль или β-оксимасляный альдегид — наиболее известный представитель альдегидоспиртов, или оксиальдегидов, т. е. соединений, заключающих альдегидную группу СНО и гидроксильную.

## Состав
- Брутто-формула: С4H8О2
- Структурная формула: СН3-СН(ОН)-СН2-СНО.

## История открытия
Впервые получен независимо друг от друга А.П. Бородиным и Вюрцем. Вюрц получил альдоль конденсацией уксусного альдегида в присутствии слабой соляной кислоты на холоде.

## Свойства
Густой, легко растворимый в воде, спирте и эфире сироп, распадающийся при перегонке под обыкновенным давлением на воду и кротоновый альдегид СН3-СН=СН-СНО; показывает реакции альдегидов и спиртов; при окислении дает β-оксимасляную кислоту, а при восстановлении — соответствующий гликоль.